# São Lourenço (Setúbal)
São Lourenço ist eine ehemalige Gemeinde (Freguesia) im portugiesischen Kreis (Concelho) von Setúbal. Die Gemeinde hatte 11.697 Einwohner (Stand 30. Juni 2011).
Im Zuge der administrativen Neuordnung in Portugal 2013 wurde die Gemeinde aufgelöst und mit der Gemeinde São Simão (Setúbal) zur neuen Gemeinde Azeitão (São Lourenço e São Simão) zusammengefasst. Sitz der Gemeinde wurde São Lourenço.